# Суховых, Константин Александрович
Константин Александрович Суховых (псевдонимы: К. Н., К. С., К. Народин; 14 мая 1881, Ташкент — после 1920, Ростов-на-Дону) — эсер, журналист, литератор, делегат Всероссийского учредительного собрания.

## Биография
Константин Суховых родился 14-го (или 17-го) мая 1881 года в Ташкенте в дворянской семье контролера Госбанка, статского советника Александра Суховых. Окончив Кишинёвское реальное училище, Константин учился в Киевском политехническом институте. Он был впервые арестован в 1902 году, но освобожден под залог в три тысячи рублей. По оценке полиции того времени, Константин Суховых «представлял из себя убежденного революционера». На тот момент он был членом партии социалистов-революционеров (ПСР).
С 1912 года Константин Александрович работал в Ростове-на-Дону в газете «Приазовский край». В 1917 году он примкнул к украинским эсерам (УПСР) и был избран членом ЦК УПСР. Кроме того, он стал членом Малой Рады и занял пост товарища (заместителя) председателя Киевской городской думы.
Тогда же Суховых стал обязательным кандидат ПСР в Учредительное собрание. Он баллотировался также и по Киевскому округу. Константин Суховых был избран делегатом Собрания по Бессарабскому округу (список № 2 — эсеры). К моменту начала официальных заседаний он известил президиум фракции ПСР, что — как руководитель фракции в Центральной Раде — не сможет прибыть на заседание Собрания.
В период Гражданской войны Суховых отошел от политики, стал литератором. В начале 1920-х годов он заведовал подотделом искусств Донполитпросвета — отдела политико-просветительной работы Донского областного отдела Народного образования (ДОНО). О его дальнейшей судьбе сведений на сегодня нет.

## Семья
Брат: Лев Александрович Суховых (род. 1884) — также эсер и делегат Всероссийского учредительного собрания.